# Jan Saudek
Jan Saudek es un fotógrafo y artista plástico nacido en Praga, entonces Checoslovaquia, el 13 de mayo de 1935.

## Vida
El padre de Saudek era judío y esto añadido a su herencia eslava (checa), ocasionó que su familia fuera blanco de los nazis.
Muchos miembros de su familia murieron en el campo de concentración Theresienstadt durante la Segunda Guerra Mundial. Jan y su hermano Karel fueron retenidos en un campo de concentración para niños localizado cerca de la actual frontera entre Polonia y la República Checa. Su padre Gustav fue deportado al gueto Theresienstadt en febrero de 1945. Ambos hijos y su padre sobrevivieron la guerra. 
Obtuvo su primera cámara, una Kodak Baby Brownie, en 1950 sobre la cual el propio Saudek dijo: “lo único que se puede hacer con esta cámara es cargar la película, apretar el botón y hacer la foto; y eso es exactamente lo que he hecho hasta 1963”. 
En 1951 colorea una foto, la cual su madre enseña al médico de la familia. Este la juzgó absolutamente mala, kitsch y con un estilo pasado de moda, lo que desanima a Saudek a continuar con la fotografía por un tiempo. Paradójicamente, serán estas fotografías en blanco y negro manualmente coloreadas las que caracterizan y hacen, hoy en día, internacionalmente reconocible su trabajo.
Fue aprendiz de fotógrafo y en 1952 empezó a trabajar en una imprenta hasta 1983. En 1959 empezó a usar una cámara más avanzada: Flexaret 6x6, la cual fue un regalo de su entonces esposa, Marie. También se interesa en la pintura y el dibujo. Después de completar su servicio militar, en 1963 se inspira, gracias al catálogo de la exposición de Edward Steichen Family of Man, para tratar de convertirse en un fotógrafo serio.
Entonces decide que lo que realmente quiere es dedicarse a la fotografía y que su inspiración sean, exclusivamente, las personas con las que se haya ligado sentimentalmente. Posteriormente, afirmará que con su trabajo lo que intenta es “capturar todas las cosas que conozco y amo, pero sobre todo me gustaría dejar una huella del tiempo en que he vivido”. El libro de Steichen le motiva a exponer, por primera vez, en Praga.
En 1969 viaja a Estados Unidos donde el comisario de arte Hugh Edwards le anima a continuar con su labor artística. 
En la Universidad Bloomington de Indiana expone por primera vez en solitario.
Al regresar a Praga, se ve forzado a trabajar de manera clandestina en un sótano, para evadir la atención de la policía secreta, debido a que en su trabajo trataba temas de libertad erótica personal y utilizaba símbolos implícitamente políticos de corrupción e inocencia. A partir de finales de 1970, empieza a ser reconocido en Occidente como el mejor fotógrafo checo. En 1983 el primer libro de su trabajo fue publicado en el mundo de habla inglesa.
El mismo año finalmente se convierte en un fotógrafo freelance. En reconocimiento a la trayectoria artística de Saudek, las autoridades comunistas le permiten abandonar en 1984 su trabajo en la imprenta y que se asocie a la Fundación de Artistas Visuales Checoslovacos, lo que equivalía a su reconocimiento profesional como artista.
En 1987 los archivos de sus negativos fueron decomisados por la policía, pero después le fueron regresados.
En 1990 es nombrado Caballero de las artes y las Letras por el Ministerio de Cultura de Francia y en 2006 es galardonado en su propio país con el Premio Artis Bohemiae Amicis junto a Milan Kundera y Vladimír Körner por contribuir a la reputación artística de la República Checa.
Saudek actualmente vive y trabaja en Praga. Su hermano Karel Saudek también era artista y es el novelista gráfico checo más conocido.

## Trabajo

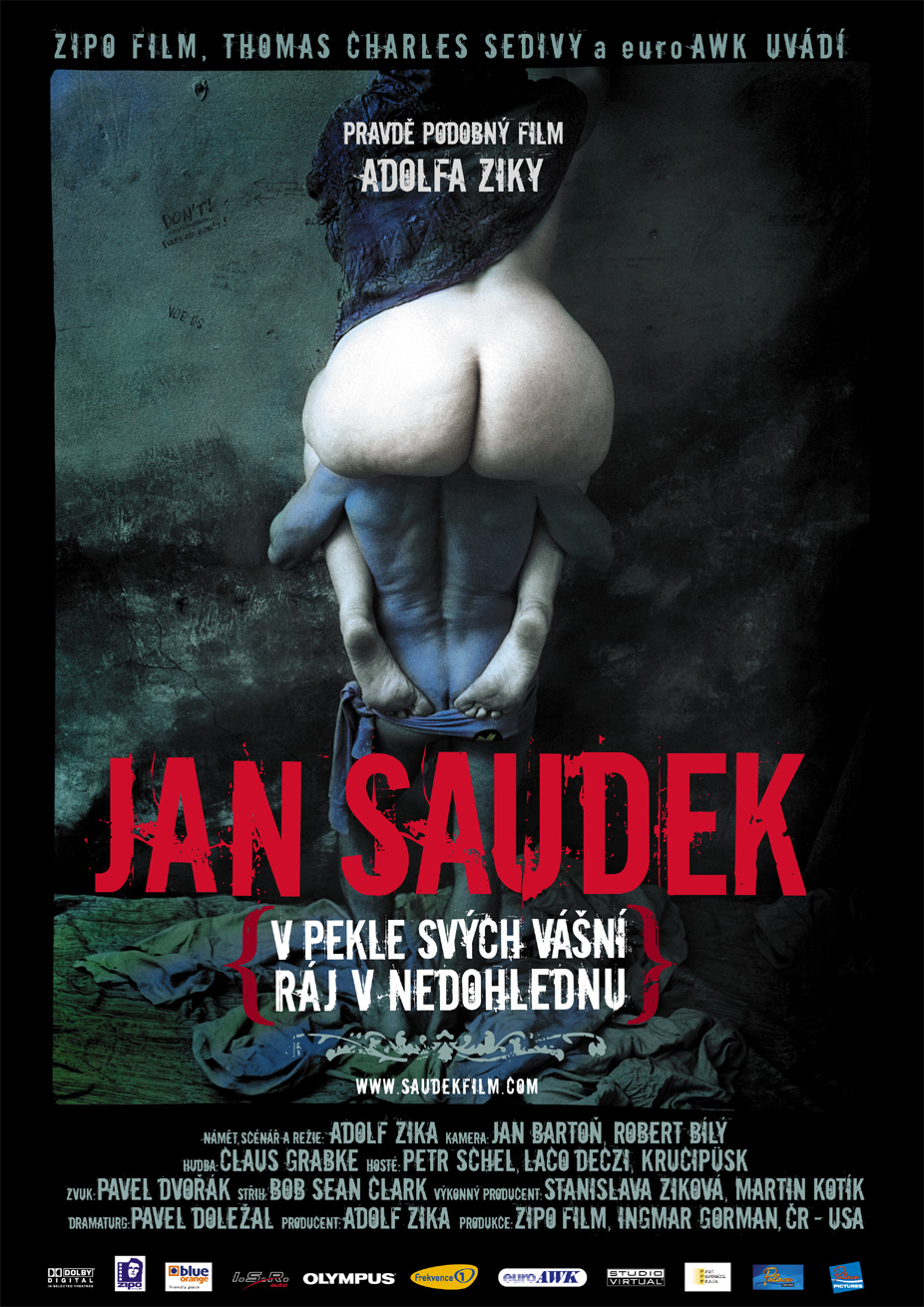
Póster de un documental del director Adolf Zika sobre Jan Saudek

Su trabajo más conocido son las fotografías coloreadas, de mundos oníricos pictóricos, a menudo habitados por figuras desnudas o semi-desnudas rodeadas de paredes de yeso o telones pintados, con frecuencia la reutilización de elementos idénticos (por ejemplo, un cielo nublado o una vista del puente de Carlos de Praga). En esto se hacen eco los trabajos del estudio y tableaux de los fotógrafos eróticos de mediados del siglo XIX, así como las obras del pintor Balthus y la obra de Bernard Faucon. 
Su temprana fotografía artística se caracteriza por su evocación de la infancia. Más tarde sus obras retratan a menudo la evolución de niño a adulto (re-fotografiar la misma composición / pose, y con los mismos sujetos durante muchos años). Motivos religiosos o la ambigüedad entre el hombre y la mujer también han sido algunos de los temas recurrentes de Jan Saudek. 
Su obra ha sido objeto de intentos de censura en Occidente durante la década de 1990.
Algunas de las obras de Jan Saudek han entrado en la cultura popular en Occidente, que se utiliza como cubiertas para los álbumes de Anorexia Nervosa (New Obscurantis Order), Soul Asylum (Grave Dancers Union), Daniel Lanois (For the Beauty of Wynona), y Beautiful South (Welcome to the Beautiful South).
La fotografía de Jan Saudek: Black Sheep & White Crow , que cuenta con una chica semidesnuda impúber se retiró de la Ballarat Internacional Foto Bienal en la víspera de su inauguración el 21 de agosto de 2011, tras reclamos de prostitución infantil.

## Películas sobre Jan Saudek
- Fotograf. 2015. Dirección:    Irena Pavlásková[5]

- Jan Saudek -  V pekle svých vášní, ráj v nedohlednu. (Documental). 2007. Dirección: Adolf Zika[6]